# カマサリ
座標: 南緯12度41分51秒 西経38度19分27秒 / 南緯12.69750度 西経38.32417度

州内の位置

カマサリ（ポルトガル語: Camaçari）は、ブラジルのバイーア州の都市。人口は30万4302人（2020年）。面積は784km²、標高は36mである。州都サルヴァドールの北側に隣接し、都市圏の一部である。
工業都市であり、ブラジル北東部で最大の工業団地が存在する。ブラジルの多国籍企業にしてラテンアメリカ最大の石油化学企業であるブラスケムが保有する石油化学コンビナートは、リオグランデ・ド・スル州トリウンフォのそれと並んで同国で最大級のものとなる。また、フォード・モーターの自動車工場が置かれている。

## 著名な出身者
- ファビアーノ・サンタクローチェ - プロサッカー選手
- アンセウモ・ハモン - プロサッカー選手
- リンス - プロサッカー選手
- アダイウトン - プロサッカー選手
- ファビオ・コスタ - プロサッカー選手